# Ласточкина, Елизавета Гурьевна
Елизавета Гурьевна Ласточкина (5 июня 1869 — 1 января 1967) — русский сурдопедагог. Герой Труда (1936), Заслуженный учитель школы РСФСР (1944).

## Биография
Е. Г. Ласточкина родилась 5 июня 1869 года в семье действительного статского советника.
В 1887 году с золотой медалью закончила педагогический класс Казанской Мариинской женской гимназии. В 1889 году становится учителем Казанского училища для глухонемых. В 1894 году назначается заведующей Казанского училища для глухонемых. С 1931 года заведует учебной частью Казанской школы для глухонемых. Является организатором Казанского общества глухонемых. С 1954 года работает в казанской школе для глухих в качестве методиста-консультанта.
Умерла в Москве в 1967 году, кремирована.
В 1967 году урна с её прахом была погребена в могиле деда, протоиерея Ласточкина Г. И., на Арском кладбище в Казани справа от алтаря храма Ярославских чудотворцев.

## Вклад в развитие отечественнойсурдопедагогики
Ласточкина в 1894 году реформирует деятельность Казанского училища для глухонемых: были составлены учебные программы, введено обучение воспитанников ремёслам и рисованию. Вводит устный метод обучения глухих. Воспитанники начинают общаться устной речью с окружающими. Е. Г. Ласточкина участвует в разработке подходов к воспитанию и обучению глухих детей. В 1903 году Е. Г. Ласточкина выступила на Втором совещании сурдопедагогов, которое проходило в рамках съезда деятелей по техническому и профессиональному образованию. Она сделала доклад «О мимике» в котором высказала мысли, которые шли против тенденций руководителей съезда стремившихся изгнать мимику из процесса обучения русскому языку и общеобразовательным предметам. Ласточкина рассматривала мимику как средство общения, благодаря которому глухонемой ребёнок не одинок в коллективе. При этом она признавала, что полноценное общение у глухонемого со сверстниками будет только при овладении устной речью. В своём училище Е. Г. Ласточкина допускала в работе наряду с обучением устной речи жесты и мимику, которые использовала в занятиях с учащимися во внеклассное время как вспомогательное средство.
В 1910 году Е. Г. Ласточкина делает доклад на Всероссийском съезде деятелей по воспитанию, обучению и призрению глухонемых на тему «Малоспособные глухонемые и их обучение». В докладе она настаивает на обязательном обучении и подготовки их к самостоятельной жизни. Отмечает необходимость применять к таким детям индивидуальный подход.
После революции 1917 года Ласточкина активно включается в построения новой системы образования. В Казанской школе для глухонемых открываются новые мастерские, вводится преподавания черчения, физкультуры, организуются слуховой кабинет и классы для тугоухих детей, оборудованные специальной аппаратурой.
В 1938 году Ласточкина выступает на Всероссийском совещание по вопросам обучения и воспитания глухонемых детей с докладом на тему «Внеклассное чтение». Е. Г. Ласточкина отметила, что чтение для глухонемых, будучи для школы орудием образовательной и воспитательной работы, служит почти единственным средством продолжать и по выходе их школы своё образование и быть осведомлённым в происходящем вокруг него. Но глухонемые читают очень мало, потому что не умеют читать самостоятельно. Трудность усвоения смысла читаемого отпугивает их от книги, убивает в них интерес к чтению. Поэтому учитель глухонемых должен обратить на внеклассное чтение учащихся самое серьёзное внимание. Необходимо заботливо подбирать материал для внеклассного чтения глухонемых, как по форме, так и по содержанию. На первых порах этот материал должен соответствовать степени овладения учащимися словесной речью и не представлять больших трудностей.
Е. Г. Ласточкина указывала, что специально написанные для глухонемых элементарным языком статьи и рассказы доступны только в самом начале обучения. Постепенно язык их должен всё более и более приближаться к языку детских книг для слышащих детей. Самое главное заключается в том, говорит она, чтобы научить глухонемого самостоятельно додумываться до понимания основного смысла читаемого и не требовать точного понимания отдельных частей.
Деятельность Е. Г. Ласточкиной в области обучения и воспитания глухих с 1889 по 1965 годы является значительным вкладом в теорию и практику отечественной сурдопедагогики.

## Память
Из своих 98 лет — 76 лет Елизавета Гурьевна отдала созданной ею в Казани школе глухих, которую ласково нарекли «Ласточкино гнездо».
Ласточкина удержала училище на плаву в годы революции, двух мировых войн. Сегодня школа имени Е. Г. Ласточкиной размещается в современном здании с необходимым учебно-методическим производственным комплексом. В память об основателе — во дворе училища установлен памятник Е. Г. Ласточкиной

## Награды
- Герой Труда (1936).
- Кавалер двух орденов Ленина и ордена Трудового Красного Знамени.
- Заслуженный учитель школы РСФСР (1944).

## Труды
- Ласточкина Е. Г. Основные положения речевого режима в школах для глухонемых// Дефектология.- 1969.- № 3. С. 83.
- Ласточкина Е. Г. Методическая записка//Дефектология.- 1969.- № 3. С. 84.
- Ласточкина Е. Г. «Воспитание активности глухонемых детей на уроке».
- Ласточкина Е. Г. «Внеклассное чтение».
- Ласточкина Е. Г. «Словарная работа».